# Kazimierz Sokalski
Kazimierz Sokalski (ur. 4 marca 1909 w Zakopanem, zm. 20 marca 1968 w Krakowie) – polski inżynier, projektant dróg i mostów, wykładowca Politechniki Krakowskiej.

## Życiorys
Ukończył w 1935 studia na Wydziale Inżynierii Lądowej i Wodnej Politechniki Lwowskiej. Przez kilka lat pracował na uczelni, jako asystent. Był także pracownikiem  Powiatowych Zarządów Drogowych we Lwowie i Samborze – organizator pierwszego w Polsce laboratorium badawczego przy zarządzie dróg. W lipcu 1938 reprezentował polskich inżynierów drogowców na Międzynarodowym Kongresie Drogowym w Hadze. Podczas okupacji sowieckiej i niemieckiej Lwowa kierował  Drogowym Rejonem Eksploatacyjnym nr 874 a następnie pracował jako dyrektor techniczny w  prywatnym przedsiębiorstwie budowy dróg i mostów. Po zakończeniu wojny przeniósł się najpierw do Wrocławia,  następnie do Krakowa. W latach 1950–1954 wykładowca Akademii Górniczo-Hutniczej – materiały drogowe i ich zastosowanie w budownictwie drogowym na Wydziale Górniczym, następnie (1954-1956)  zastępca profesora w Katedrze Budowy Dróg i Ulic Politechniki Wrocławskiej. Od 1956 pracował na Politechnice Krakowskiej. W dniu 10 października 1958 uzyskał stopień doktora nauk technicznych na podstawie rozprawy Metody badań ścieralności nawierzchni drogowych. Na Politechnice pełnił kolejno funkcje: kierownika Katedry i Zakładu Budowy Dróg i Ulic,  dziekana Wydziału  Budownictwa Lądowego (1958-1965), rektora uczelni (od 1965 do śmierci). Profesor niejednokrotnie był wzywany na milicję. Po raz ostatni doszło do tego 19 marca 1968, kiedy na komendzie został poinformowany o możliwości zastosowania ostrzejszych działań wobec studentów ze strony milicji. Na spotkaniu w późnych godzinach wieczornych studenci obiecali Rektorowi powrót do zajęć następnego dnia rano profesor zmarł nagle. Pochowany w alei zasłużonych cmentarza Rakowickiego w Krakowie (kwatera LXVII-zach. 1-7).

## Główne publikacje
- Transport na robotach drogowych (1958) *
- Utrzymywanie dróg (1964)
- Maszyny drogowe (1967)
- Mały poradnik drogowy (1968)

## Odznaczenia
- Order Sztandaru Pracy I klasy (pośmiertnie)
- Krzyż Kawalerski Orderu Odrodzenia Polski (1964)
- Złoty Krzyż Zasługi (1956)
- Medal X-lecia PRL
- Odznaka 1000-lecia Państwa Polskiego